# Mariam Baouardy
Sveta Mariam (Mirjam) Baouardy, redovničkog imena Sveta Marija od Propetog Isusa, poznata i kao Mariam iz Betlehema i Mirjam od Isusa Raspetog, pridjevaka „ljiljan Palestine” i „glasnica Duha Svetoga” (Ibillin, 5. siječnja 1846. – Betlehem, 26. kolovoza 1878.), svetica Melkitske grkokatoličke Crkve, bosonoga karmelićanka, mističarka i stigmatičarka.

## Životopis
Rođena je u Ibilinu u Galileji 5. siječnja 1846. u obitelji libanonskih grkokatolika (melkita) Giriesa i Mariam Baouardi (rođ. Chahine), kao trinaesto od četrnaestero djece i jedina kći. U dobi od tri godine izgubila je oba roditelja. Nećake (Mariam je imala brata Boulosa) uzeo je stric. Nekoliko godina kasnije preselili su se u Aleksandriju, u Egipat. Brata joj je usvojila obitelj iz Nazareta i nije ga više vidjela. Mariam nije stekla osnovno obrazovanje i do kraja života bila je nepismena. U dobi od trinaest godina odbila je ponudu za brak te započela redovnički poziv. Nesuđeni zaručnik musliman, brat stričeve žene, napao ju je i ranio sabljom te ostavio na ulici, no preživjela je. U 16. godini života bila je neko vrijeme slijepa. Zbog odbijanja prijelaza na islam bila je izložena prijetnjama pa je brodom pobjegla u Bejrut.
Sljedećih nekoliko godina radila je kao sluškinja u kućama u Jeruzalemu, Aleksandriji, Bejrutu i Marseilleu. U Marseilleu je početkom korizme 1865. pristupila Družbi sestara milosrdnica, ali je dva mjeseca kasnije, zbog bolesti, napustila samostan. Tada je primljena u Družbu sestara Ukazanja anđela svetom Josipu u maresilleskoj Le Capelette. No, po završetku postulata, Mariam je shvatila da je pozvana na kontemplativni tip redovništva.
Dana, 29. ožujka 1867. razvila je prve stigme. U lipnju iste godine ušla je u samostan bosonogih karmelićana u Pauu u Akvitaniji.
U kolovozu 1870., dok je još bila u novicijatu, poslana je u Indiju, na osnutak samostana bosonogih karmelićana u Mangaloreu. Dana, 21. studenoga 1871. položila je redovnički zavjet i uzela novo ime, Marija od Propetog Isusa (Mirjam od Isusa Raspetog). Godinu dana kasnije vraćena je u Pau, odakle je u kolovozu 1875., zajedno s drugim redovnicama, poslana u Betlehem, na osnivanje prvoga samostana bosonogih karmelićana u Palestini. Uz njezino ime povezuje se identifikacija svetog mjesta Emausa (Nikopolisa) u Svetoj zemlji, koji se spominje u Bibliji u događajima nakon Isusova uskrsnuća. Njezino je štovanje Duha Svetoga bilo izvanredno.
Umrla je od raka, koji je zadobila nakon jedne frakture uzrokovane padom, 26. kolovoza 1878. u Betlehemu.
Papa Ivan Pavao II. proglasio ju je blaženom 13. studenog 1983., a papa Franjo proglasio ju je svetom 17. svibnja 2015. godine. Druga je svetica Grkokatoličke Crkve nakon sv. Jozafata Kunceviča. Prigodom kanonizacije, papa Franjo je istaknuo:
»Iz vječne ljubavi Oca i Sina, koja u nama boravi po Duhu Svetom, snagu crpi naše poslanje i naše bratsko zajedništvo; iz nje uvijek iznova izbija radost nasljedovanja Gospodina na putu njegova siromaštva, djevičanstva i poslušnosti; i ta ista ljubav poziva nas na rast u kontemplativnoj molitvi. To je na osobit način iskusila sestra Marija Baouardy koja je-ponizna i neuka-znala davati savjete i teološka razjašnjenja krajnje jasnoće, što je plod njezina trajnoga dijaloga s Duhom Svetim.«